# Berezów Średni
Berezów Średni – wieś w rejonie kosowskim obwodu iwanofrankiwskiego, założona w 994 r. W II Rzeczypospolitej miejscowość była siedzibą gminy wiejskiej Berezów Średni w powiecie kołomyjskim województwa stanisławowskiego. Wieś liczy 1457 mieszkańców.